# Eduard Pumpernig
Eduard Pumpernig (* 9. März 1920 in Scheifling, Steiermark; † 7. April 1992 in Graz, Steiermark) war ein österreichischer Politiker (ÖVP).

## Leben
Nach dem Besuch der Volksschule absolvierte Eduard Pumpernig ein humanistisches Gymnasium, zunächst in Graz und später in Sankt Pölten. Nach der Matura begann er das Studium der Theologie. Als junger Mann war Pumpernig Gründungsmitglied der Antifaschistischen Freiheitsbewegung Österreichs, einer Widerstandsgruppe gegen den Nationalsozialismus. Am 23. Juli 1943 wurde Pumpernig in Wien von der Geheimen Staatspolizei verhaftet. Ihm wurde am 11. August 1944 vor dem Volksgerichtshof der Prozess gemacht und Pumpernig zu 10 Jahren Haft im Zuchthaus verurteilt. 1945 wurde er befreit und kehrte in die Steiermark zurück. Durch die Kollaboration mit der Gestapo konnte er seine Haut retten, brachte aber mehrere andere Widerständler zu Fall, die zum Tode verurteilt wurden.
Hier gehörte er noch 1945 zu einem der Gründungsmitglieder der Steirischen Volkspartei. 1959 war er kurzzeitig Bezirksvorsteher-Stellvertreter des 6. Grazer Gemeindebezirks Jakomini. Ebenso saß er 1963 für wenige Monate als Abgeordneter seiner Partei, der ÖVP, im Gemeinderat von Graz.
Im November 1974 wurde Eduard Pumpernig in Wien als Mitglied des Bundesrats vereidigt. Er blieb knapp elf Jahre lang, bis Juni 1985, Bundesrat. Zuletzt übte er von Januar bis Juni 1985 die Funktion des Bundesratspräsidenten aus.